# Ann Trevor
Ann Trevor (1899 – 1970) foi uma atriz britânica, que atuou em filmes mudos entre 1920 e 1935.

## Filmografia selecionada
- Wuthering Heights (1920)
- Build Thy House (1920)
- Daniel Deronda (1921)
- A Tale of Two Cities (1922)
- A Rogue in Love (1922)
- Maria Marten, or The Murder in the Red Barn (1935)